# عبد القادر المغربي
عبد القادر المغربي (1867- 1956 م) من علماء الشريعة والعربية، أديب ومصنِّف سوري، من أعضاء المجمع العلمي العربي بدمشق المؤسسين، تولى منصب نائب رئيس المجمع، وكان من أوفر الأعضاء نشاطًا وإنجازًا. 

## سيرته
ولد عبد القادر المغربي في اللاذقية عام 1867، وهو من أسرة علمية عريقة في الدين والفضل، فأبوه الشيخ مصطفى بن أحمد بن عبد القادر بن عبد الرحمن المغربي، تولّى نيابة القضاء في اللاذقية وطرابلس الشام كما تولّى نيابة محكمة الميدان الشرعية في دمشق، وعكف أواخر حياته على العبادة ودراسة كتب العلم ولا سيّما صحيح الامام البخاري، حيث كان مشغوفاً بتلاوته ومذاكرة أقرانه في مشكلات مسائله، وكان أبو عبد القادر (الشيخ مصطفى) كلّما وجد فرصة شغلها بالدراسة والتأليف.
كانت أسرة المغربي أسرة قضاء وفُتيا في تونس منذ عهد بعيد، فقد تقلّد جده الأعلى يوسف (درغوث) منصب مفتي الحنفية في تونس، وتسلسلَ ذلك المنَصب السامي في أعقابه من بعده يتوارثونه ولداً عن والد، إلى أن حصل الانقلاب الكبير في تونس، فعزِل محمد درغوث من منصب الإفتاء وسمِّي ابن بيرم مفتياً للحنفية، ولمّا رأى رجالات الأسرة الدرغوثية عَزلهم من ذلك المنصب السامي بعد تقلُّبهم فيه أكثر من قرن، اضطرّوا إلى الهجرة إلى الشرق، واستقروا بمدينة طرابلس الشام وعرفوا بفضلهم وعلمهم، وأصبح لقب الأسرة باسم (المغربي) بعد أن كان باسم (درغوث).
تلقّى عبد القادر العلم في طرابلس الشام، على يد أبيه وأفاضل رجالات أُسرته وكبار علماء بلدته، فكان أبوه يجمع لهُ ضوابط منظومة من قواعد العلوم المختلفة ويحمِله على حفظها، ثم ختم القرآن وهو ابن عشر سنوات، وحفظ المتون العلمية المشهورة كالألفية والأجرومية والسنوسية وجوهرة التوحيد.
كما اتّصل بالشيخ حسين الجسر العلامة الواسع الإطلاع على الثقافة الإسلامية والعلوم الطبيعية والفلسفية، وكان عبد القادر المغربي ورشيد رضا النابغان الطرابلسيان من ألمع تلامذة الشيخ الجسر وأكثرهم استفادة من طريقته، فاقتبسا منه تعاليم فيها شيء من حرية النقد وانطلاقة الفكر.
اطلّع عبد القادر على جريدة العروة الوثقى التي كانت تصدر من باريس على يد الإمامين الأفغاني ومحمد عبده، واعطاها كل وقته دراسةً وتفهماً، وكان يُعنى بشرح ألفاظها وتعابيرها وكذلك انتقادها، ولم تؤثر عليه العروة الوثقى من الناحية اللغوية فحسب، بل من الناحية الفكرية حيث تعلّم منها كيف يفهم النص الديني فهماً صحيحاً مراعياً قوانين اللغة وقواعد بلاغتها، ويستوثق من مطابقة النص للكتاب والسنة، ثم الجرأة في الدعوة إلى الصحيح المعقول من تلك النصوص والتعاليم، واطِّراح الباطل الدخيل عليها، والجهر بذلك دون خوف من ذي طول، كما استطاع عبد القادر أن يجتمع بالإمامين عبده والأفغاني وأفاد من صحبتهما واجتهد في السير على غرارهما وكان يتتبع آثارهما ويقرأ لهما.
ولقد استدعاه الإمام محمد عبده إلى مصر. حيث المجال للدعوة الإصلاحية آنذاك أَرحب وأوسع، ولما كان المغرَبي مؤمناً أن الصحافة هي الوسيلة الوحيدة للإصلاح وإنقاذ الأمة الإسلامية من ربقة الجهل والفوضى والتقهقر، وهي وسيلة لإبلاغ آرا ئه ونشر أفكاره انصرف يكتب المقالات الكثيرة في صحف مصر المشهورة ومنها الظاهر والمؤيد حيث أثار العزائم وشحذ الهمم الغافية.
وعند عودته إلى طرابلس الشام أنشأ المغربي جريدة (البرهان) وكانت كتاباته تدور حول أمور سياسة الدولة الداخلية ومواضيع الاجتماع الإسلامي والدعوة إلى وحدة الكلمة والعمل على تكوين كتلة إسلامية قوية تستطيع الوقوف في وجه مطامع أوروبا.
اشترك المغربي في تأسيس (الكلية الصلاحية) التي أنشأتها وزارة الأوقاف العثمانية في القدس عام 1915 حيث كان الغرض من هذه الكلية تخريج علماء ودعاة للدين الإسلامي يجمعون بين العلوم الدينية والعلوم العصرية، ودرَّس فيها المغربي الآداب العربية وفنون البلاغة والسيرة النبوية. وأسّست الحكومة العثمانية في دمشق عام 1916م (جريدة الشرق) وكان المغربي مديراً لهيأتها التحريرية، ونشر مقالات لهُ في الآداب والتاريخ والإصلاح الإسلامي، كما دعا المسلمين إلى التجديد ونبذ الخرافات.
وعندما رزحت سوريا تحت الاحتلال الفرنسي لزم الشيخ داره وعكف على التأليف، ومن تآليفه التي أتمها في تلك الحقبة تفسيره لجزء (تبارك) وقد حذا فيه حذو الأستاذ الشيخ محمد عبده في تفسيره لجزء (عمّ). حيث كان عضواً عاملاً في (المجمع العلمي العربي) في دمشق، ووضع المصطلحات العلمية، وصحّح أخطاء شائعة وألقى محاضرات كثيرة ممتعة في مواضع مُختلفة.
عُهِد إليه بتدريس اللغة والآداب العربية في كلية الحقوق بالجامعة السورية، كما أصدر الملك فؤاد ملك مصر مرسوماً بتسمية المغربي عضواً عاملاً في مجمع اللغة العربية، فكان لا ينقطع عن السفر إلى القاهرة في شتاء كل سنة لحضور جلسات هذا المجمع والمذاكرة مع أخوانه الأعضاء في مواضيعه وتزويد مجلته بالكثير من المقالات والأبحاث العلمية واللغوية المختلفة.
ولقد ترأس مجمع دمشق العلمي، واستأنف بحوثه العلمية واللغوية وإلقاء المحاضرات الشيِّقة الممتعة، وفي عام 1941م انتخب عضواً في (المجمع العلمي العراقي) في بغداد، فكان يَمُد هذه المجامع الثلاثة بآرائه وبحوثه التاريخية والأدبية واللَغوية دون انقطاع.
يُذكر أن المغربي سعى إلى توسيع أفقه العلمي والثقافي منذ فجر حياته، فقد أولع بدراسة اللغة الفرنسية وحفظ الشئ الكثير من أشعارها، وكان يُحسِن الترجمة عنها مستعيناُ بالمعجم، وقد ترجم أثناء إقامته في مصر رواية غادة الكاميليا للكاتب اسكندر توماس.
وكان المغربي حر الفكر صريحاً متشدداً في رأيه لا يحيد عنه متى اقتنع أنّه صواب، صابراً على هجمات خصومه في سياساته وآرائه الدينية لا يُبالي بهم، وكان كثير الاهتمام بشؤون العالم الإسلامي وجمع شتات المسلمين والسعي لرفع مستواهم ومجاراة الأمم الأخرى، والتدليل على أنّ الدين يحض على كل ما فيه الخير للبشر، وكان رسوخه وطول باعه في علوم اللغة العربية وأسرارها وتَمكّنه من علم الصرف، كل ذلك كان يساعده على التعمّق في فهم النصوص الشرعية وأقوال شعراء العرب والألفاظ التي نُقلت عنهم واشتقاقاتها.
قام المغربي بحملة للدعوة إلى تعليم المرأة ودعا إلى إنصافها وفق أحكام الشريعة وكتب في ذلك الكثير من المقالات والرسائل والأبحاث.
كان للمغربي قلم سيّال وفكر جوّال عالج بهما قضايا الدين واللغة والأدب معالجة المجتهد الذي لا يألو في خدمة دينه ولغته وآدابها حتى وافاه الأجل. 

## مؤلفاته
خلَّف آثاراً من مؤلفاته ومحاضراته ومقالاته يُذكر منها:
- كتاب الاشتقاق والتعريب.
- كتاب (البينات) في مجلَّدين.
- كتاب عثرات اللسان في اللغة.
- كلمتان في السفور والحجاب.
- كتاب (الأخلاق والواجبات).
- كتابا (تفسير جزء تبارك) و(على هامش التفسير).
- تائية عامر بن عامر البصري الصوفي بشرح المغربي وتحقيقه حيث نشر التائية مع شرح موجز لأبياتها كشف فيه عن رموز الصوفية في أشعارهم وأفكارهم.
- محاضرات عن (محمد صلى الله عليه وسلم والمرأة). مع محاضرات في موضوعات أخرى.
- كتاب (جمال الدين الأفغاني – ذكريات وأحاديث). [8]

## وفاته
توفي عبد القادر المغربي في دمشق، في 7 يونيو 1956م.